# Abrasza Blum
Abrasza Blum (Vílnius, 1905 – maig 1943, Varsòvia) fou un activista socialista polonès jueu, un dels dirigents del Bund que participà en l'Aixecament del Gueto de Varsòvia. És també conegut com a Abraham Blum, adaptació a l'anglès del seu nom.

## Primers anys i activisme
Va estudiar a l'escola jueva reformista Héder de Vílnius, on va conèixer la seva dona Luba. Van tenir dos fills. Blum va estudiar enginyeria estructural en una escola tècnica a Gant. Cap al 1929 va traslladar-se a Varsòvia. Inicialment va pertànyer a una organització de la joventut comunista, però després va ser membre actiu del Bund, també de la seva branca juvenil, el Cukunft. El 1930 va ser un dels directors del diari del partit. Va organitzar escoles jueves seculars per al Bund.

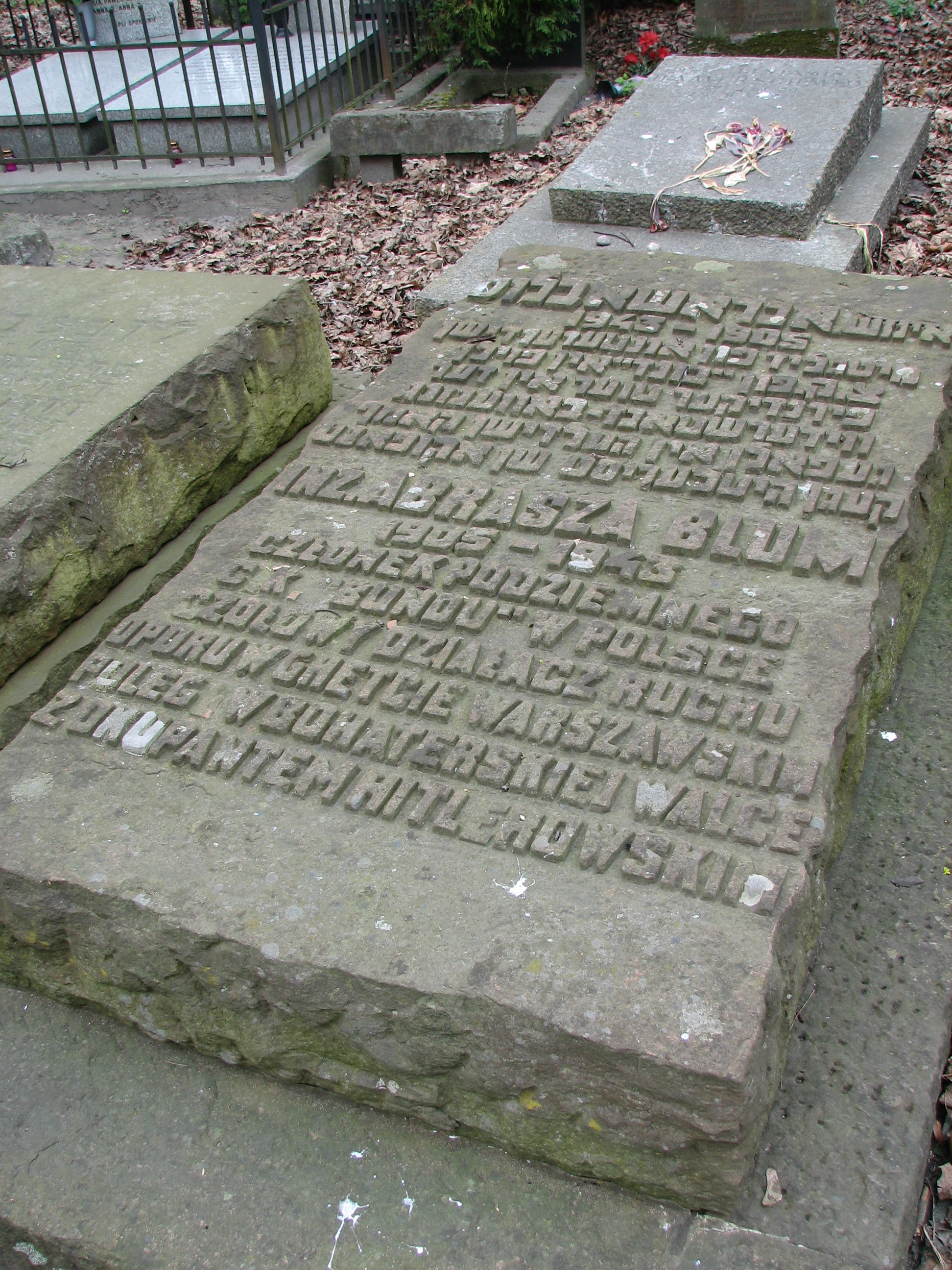
La tomba simbòlica d'Abrasza Blum al carrer Okowa. La inscripció diu «Abrasza Blum, 1905-1943, membre del comitè de coordinació clandestina del Bund a Polònia. Líder de la resistència del gueto de Varsòvia. Va morir en l'heroica lluita contra els ocupants nazis».

## Invasió alemanya de Polònia
Durant la invasió de Polònia per l'Alemanya Nazi el setembre 1939, va participar en la defensa de Varsòvia. Juntament amb el dirigent del Bund, Szmul Zygielbojm, i amb el suport de l'alcalde Stefan Starzyńsquí, va ajudar a organitzar destacaments de jueus que defensaven la capital polonesa contra l'assalt alemany. Juntament amb altres activistes del Bund, Blum va continuar editant el diari del partit, Folkszajtung, maldant perquè no deixés de publicar-se durant el setge. Quan va començar l'ocupació de Varsòvia, la major part de la direcció general del Bund es va veure obligada a evacuar la ciutat car podien ser reconeguts pels alemanys, fet que va comportar que la direcció local del partit fos presa pels membres més joves, molts d'ells del Cukunft. A Blum, com que n'era el líder, se li ha garantir la supervivència durant aquest difícil moment.

## La revolta i la mort
Després de la capitulació de Polònia i de la presa de Varsòvia per part de les forces alemanyes, es va veure obligat a entrar al Gueto de Varsòvia. Des de finals de novembre de 1942 va formar part de la Comissió Coordinadora del Bund del Consell Nacional Jueu. Juntament amb Maurycy Orzech, va ser un dels representants del Bund en les negociacions amb el Bloc Antifeixista (una aliança entre els partits jueus polonesos d'esquerra comunista i socialista).
Va ser considerat per a molts bundistes i altres militants d'esquerres, inclòs Marek Edelman per a qui Blum era un «líder espiritual», com un dels principals intel·lectuals del Bloc Antifeixista. Entre 1942 i 1943 va treballar en una fàbrica de pinzells al carrer Franciszkanska. Va ser el representant del Bund al gabinet polític de la Żydowska Organizacja Bojowa.
Va prendre part activa en la Revolta del Gueto de Varsòvia. Es va escapar de la liquidació final del gueto pels alemanys a través de les clavegueres. Primer es va amagar a l'apartament privat d'Eugenia Wasowska-Leszczynska al carrer Żurawia i després a l'apartament de Władysława Kowalska-Meed. Va ser descobert per l'encarregat de l'edifici que va informar a la Gestapo (l'encarregat va ser condemnat a mort per l'Armia Krajowa a causa d'aquesta delació). Blum va intentar escapar per la finestra amb una corda feta de llençols, però es va trencar les cames en caure del tercer pis i va ser capturat i assassinat per la Gestapo.

## Familiar i llegat
La seva dona, Luba Blum-Bielicka, va ser directora d'una escola d'infermeria al Gueto de Varsòvia. Juntament amb els seus fills, va sobreviure a l'ocupació alemanya de Polònia i a l'Holocaust. Després de la guerra, va ser la directora de l'orfenat d'Otwock i fins al 1949 la directora de l'Escola d'Infermeria núm. 3 a Varsòvia. La seva tomba simbòlica és localitzada al carrer principal del Cementiri jueu del carrer Okopowa.